# Johann Baptist Heinrich (Theologe)

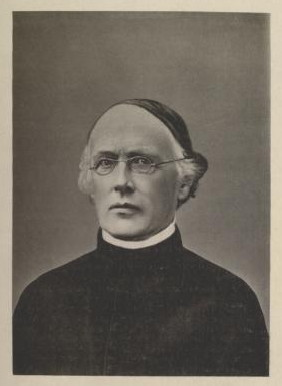
Prälat Johann Baptist Heinrich

Johann Baptist Heinrich (* 15. April 1816 in Mainz; † 9. Februar 1891 ebenda) war ein deutscher katholischer Priester aus dem Bistum Mainz, Theologe, Professor der Dogmatik, Domkapitular, Domdekan und ab 1869 Mainzer Generalvikar; außerdem ein bekannter katholischer Schriftsteller und Publizist der Kulturkampfzeit.

## Leben

### Herkunft und Werdegang
Heinrich wurde 1816 in Mainz als Sohn seines gleichnamigen Vaters, des Bürgermeisters Heinrich, geboren. Nach seiner Gymnasialzeit in Mainz, studierte er in Gießen von 1834 bis 1837 Rechtswissenschaft, wurde am 27. Dezember 1837 Doktor beider Rechte und begann die juristische Laufbahn als Untersekretär am Obergericht in Mainz. 1840 habilitierte er sich als Privatdozent an der Juristischen Fakultät in Gießen, hielt als solcher Vorlesungen z. B. über Rechtsphilosophie, Kirchenrecht, französisches Zivilrecht, deutschen Zivilprozess und wurde ein beliebter Lehrer.

### Priestertum und Hochschulamt
Im Jahr 1842 legte Johann Baptist Heinrich diese Stellung nieder. Er studierte nun in Tübingen und in Freiburg Theologie, trat im Frühjahr 1844 in das bischöfliche Seminar zu Mainz ein und empfing dort am 15. Februar 1845 die Priesterweihe. Kurz darauf wurde er in Mainz Domkaplan, 1850 Dompräbendar, 1851 Professor der Dogmatik an der wiedereröffneten philosophisch-theologischen Lehranstalt, 1855 Domkapitular und Bischöflicher Geistlicher Rat, am 30. Januar 1867 Domdekan und am 16. November 1869 Generalvikar. Neben diesen Würden behielt er seine Lehrtätigkeit bei und nahm dieselbe wieder auf, als das in der Kulturkampfzeit 1877 geschlossene Seminar, 1887 unter Bischof Haffner wieder eröffnet wurde. Am 1. August 1882 promovierte ihn die Theologische Fakultät der Universität Würzburg zum Doktor der Theologie. In Würzburg war er bereits 1848 Schriftführer der dortigen Bischofskonferenz gewesen. Am 16. April 1886 avancierte er zum Päpstlichen Hausprälaten. Während der langen Zeit seiner Wirksamkeit in Mainz unter den drei Bischöfen Peter Leopold Kaiser, Wilhelm Emmanuel von Ketteler und Paul Leopold Haffner nahm Heinrich hervorragenden Anteil an den Bestrebungen, welche die Wiederbelebung des religiösen Geistes in der Stadt und Diözese zum Zweck hatten. Im Jahre 1848 hatte er tätigen Anteil an der Gründung des Piusvereins und an der Organisation des 1. Deutschen Katholikentages in Mainz.
Johann Baptist Heinrich ist bekannt als neuscholastischer Theologe von exakter Klarheit und Verständlichkeit. Von 1850 bis 1890 redigierte er mit Christoph Moufang die Mainzer Zeitschrift Der Katholik, war Mitbegründer und Förderer der Görres-Gesellschaft (1874/75) und hat das damalige geistig-religiöse Leben des katholischen Deutschlands entscheidend mit-geformt. Er hatte bedeutenden Anteil an der Bekehrung des Kommunisten Philipp Wasserburg (alias „Philipp Laicus“ ) zum katholischen Politiker und Schriftsteller.
Andreas Niedermayer bedenkt Johann Baptist Heinrich wegen seiner permanenten, aktiven Teilnahme an den damaligen Katholikentagen mit großem Lob und konstatiert 1865 in seinem Buch Mecheln und Würzburg, Skizzen und Bilder von den Katholikenversammlungen in Belgien und Deutschland, in dem er viele namhafte Katholiken aus der Mitte des 19. Jahrhunderts beschreibt:

„Man kann Dr. Moufang nicht nennen, ohne auch an Domcapitular Heinrich zu denken. Beide bilden ein 'par nobile fratrum', sowohl in der Literatur, wie vordem das Freundespaar Räß und Weis, als auch im öffentlichen Leben des katholischen Deutschlands, wie die Dioscuren August und Peter Reichensperger in der preußischen Kammer. Dr. Heinrich wohnte 1848 als Secretär der 1. bischöflichen Versammlung in Würzburg bei — er war damals etwas über 30 Jahre alt — und hatte sich ein paar Wochen früher bei der Mainzer ersten Generalversammlung um die Organisation des Vereines wesentliche Verdienste erworben. Seitdem besuchte er 'summa cum laude' fast alle Versammlungen, war deren thätiges, anregendes Mitglied und förderte durch seine Begeisterung die meisten katholischen Unternehmungen, die bis heute in's Werk gesetzt wurden. Seine Thätigkeit ist gleich hervorragend in den Ausschußsitzungen, in den geschlossenen wie in den öffentlichen Versammlungen; Heinrich ist nicht bloß ein beliebter Congreßredner, sondern auch ein gewandter Publicist und Polemiker, hat als Apologet die beste deutsche Schrift gegen Renan geschrieben, und nimmt als Dogmatiker und Jurist in der deutschen Wissenschaft einen Standpunkt ein, den er gegen jeden seiner Gegner zu vertheidigen weiß.“

1878 bis 1887 vertrat er das Bistum Mainz als Abgeordneter in der Ersten Kammer der Landstände des Großherzogtums Hessen.

## Werke
Heinrichs Hauptwerk ist die Dogmatische Theologie, die er von 1873 bis zu seinem Tode bis zum 7. Bande fortführte, aber unvollendet hinterließ. Sie wurde von Konstantin Gutberlet fortgeführt, der den 7. Band vollendete (Mainz 1896) und den 8. bis 10. (Schluss-)Band folgen ließ (Mainz 1897, 1901; Münster i. W. 1902, 1914). Als Hauptvorzug des Werkes, das in seinen Untersuchungen hauptsächlich der Führung des hl. Thomas von Aquin folgt, wird die „Klarheit und Durchsichtigkeit der Darstellung, die lichtvolle Erörterung schwieriger Materien und die aller Phrasen bare, schöne und fließende Sprache“ hervorgehoben (Brück). Die sechs ersten Bände erschienen auch in 2. Auflage, 1881–1900. Noch kurz vor seinem Tode dachte Heinrich daran, ein kürzeres dogmatisches Kompendium auf Grund seiner Vorlesungen zu bearbeiten; der Plan wurde von Philipp Huppert ausgeführt: Lehrbuch der katholischen Dogmatik, von J. B. Heinrich. Bearbeitet und herausgegeben von Ph. Huppert (1. u. 2. Halbband, Mainz 1898–1900).
Von den sonstigen Werken Heinrichs sind bedeutend:
- Die kirchliche Reform. Eine Beleuchtung der Hirscher’schen Schrift: „Die kirchlichen Zustände der Gegenwart“ (Mainz 1850);
- Die Reaktion des sogenannten Fortschritts gegen die Freiheit der Kirche und des religiösen Lebens. Mit besonderer Rücksicht auf die kirchlichen Zustände Mitteldeutschlands und die neuesten Vorgänge im Großherzogtum Hessen (Mainz 1863);
- Die Beweise für die Wahrheit des Christentums und der Kirche (Mainz 1863; neue Auflage 1885);
- Christus. Ein Nachweis seiner geschichtlichen Existenz und göttlichen Persönlichkeit, zugleich eine Kritik des Rationalismus, des Straußischen Mystizismus und des Lebens Jesu von Renan (Mainz 1864);
- Die Klöster in der Geschichte (Frankfurt a. M. 1866);
- Die Klöster und ihre Gegner in der Gegenwart (Frankfurt a. M. 1866);
- Joseph von Görres (Frankfurt a. M. 1867)
- Das erste dogmatische Dekret des Vatikanischen Konzils, übersetzt und erklärt (Münster 1870);
- Clemens Brentano (Köln 1878).